# Discografia de Accept
Esta é a discografia e videografia completa da banda de heavy metal alemã Accept.

## Álbuns de estúdio
| Ano e título                                      | [ 1 ] | [ 2 ] | [ 3 ] | [ 4 ] | [ 5 ] | [ 6 ] | [ 7 ] | [ 8 ] | [ 9 ] | [ 10 ] | [ 11 ] | [ 12 ] | [ 13 ] | [ 14 ] | Certificações |
| 1979 Accept                                       | —     | —     | —     | —     | —     | —     | —     | —     | —     | —      | —      | —      | —      | —      |               |
| 1980 I'm a Rebel                                  | —     | —     | —     | —     | —     | —     | —     | —     | —     | —      | —      | —      | —      | —      |               |
| 1981 Breaker                                      | —     | —     | —     | —     | —     | —     | —     | —     | —     | —      | —      | —      | —      | —      |               |
| 1982 Restless and Wild                            | —     | —     | —     | —     | —     | —     | —     | —     | —     | —      | —      | 27     | 98     | —      |               |
| 1983 Balls to the Wall                            | —     | —     | —     | —     | —     | —     | —     | 59    | —     | —      | —      | 10     | —      | 74     | : Ouro : Ouro |
| 1985 Metal Heart                                  | —     | —     | 14    | —     | —     | —     | —     | 13    | —     | 47     | 9      | 4      | 50     | 94     |               |
| 1986 Russian Roulette                             | —     | —     | 23    | —     | —     | —     | —     | 5     | —     | 26     | 16     | 9      | 80     | 114    |               |
| 1989 Eat the Heat                                 | —     | —     | —     | —     | —     | —     | —     | 15    | —     | 87     | 19     | 26     | —      | 139    |               |
| 1993 Objection Overruled                          | —     | —     | 22    | —     | —     | —     | —     | 17    | —     | 22     | —      | 21     | —      | —      |               |
| 1994 Death Row                                    | —     | —     | —     | —     | —     | —     | —     | 32    | —     | 52     | —      | 27     | —      | —      |               |
| 1996 Predator                                     | —     | —     | 49    | —     | —     | 27    | —     | 56    | —     | 56     | —      | 28     | —      | —      |               |
| 2010 Blood of the Nations                         | 19    | 59    | 15    | 27    | 78    | 9     | 72    | 4     | 7     | 74     | —      | 7      | —      | 187    |               |
| 2012 Stalingrad                                   | 70    | 68    | 17    | 25    | 66    | 8     | 77    | 6     | 5     | 80     | 22     | 10     | —      | 81     |               |
| 2014 Blind Rage                                   | 18    | 46    | 9     | 2     | 39    | 1     | 48    | 1     | 2     | 21     | 19     | 16     | 85     | 35     |               |
| 2017 The Rise of Chaos                            | 13    | —     | 4     | —     | –     | 5     | 96    | 3     | –     | –      | —      | 10     | —      | 140    |               |
| 2021 Too Mean to Die                              | –     | –     | –     | –     | –     | –     | –     | –     | –     | –      | –      | –      | –      | –      |               |
| "—" significa que o álbum não entrou nas paradas. |       |       |       |       |       |       |       |       |       |        |        |        |        |        |               |

## Álbuns ao vivo
| 1985                                              | Kaizoku-Ban Relançado como Live in Japan                                          | 91 | 50 |
| 1990                                              | Staying a Life                                                                    | —  | —  |
| 1997                                              | All Areas - Worldwide Relançado no Japão e nos EUA como The Final Chapter em 1998 | —  | —  |
| "—" significa que o álbum não entrou nas paradas. |                                                                                   |    |    |

## EPs
| Ano  | Detalhes      |
| ---- | ------------- |
| 2002 | Rich & Famous |
| 2010 | The Abyss     |

## Singles
| Ano  | Detalhes                  |
| ---- | ------------------------- |
| 1979 | Lady Lou                  |
| 1980 | I'm a Rebel               |
| 1981 | Burning                   |
| 1981 | Breaker                   |
| 1981 | Starlight                 |
| 1982 | Fast as a Shark           |
| 1982 | Restless and Wild         |
| 1984 | Balls to the Wall         |
| 1985 | Midnight Mover            |
| 1985 | Screaming for a Love-Bite |
| 1986 | T.V. War                  |
| 1989 | Generation Clash          |
| 1993 | I Don't Wanna Be Like You |
| 1993 | All or Nothing            |
| 1993 | Slaves to Metal           |
| 1994 | Bad Habits Die Hard       |
| 1996 | Hard Attack               |
| 2010 | The Abyss                 |
| 2014 | Stampede                  |
| 2014 | Final Journey             |

## Coletâneas
| Ano  | Detalhes                                                                                                   |
| ---- | --- |
| 1983 | Midnight Highway Best of Accept Best of Accept + two live – Special Bonus Edition                          |
| 1984 | Metal Masters – Accept and I'm a Rebel como duplo LP Metal Masters – I'm a Rebel and Breaker como duplo LP |
| 1986 | Demon's Night – 3-LP box contendo Accept, I'm a Rebel e Restless and Wild                                  |
| 1986 | Hungry Years (remixes digitais de faixas selecionadas dos 2º, 3º e 4º álbuns)                              |
| 1990 | The Collection                                                                                             |
| 1994 | Restless The Best                                                                                          |
| 2000 | Hot and Slow – Classics, Rocks'n'Ballads                                                                   |